# Campeonato de Fútbol Femenino de Primera División B 2022 (Argentina)
El Campeonato de Fútbol Femenino de Primera División B 2022 fue la octava temporada de la segunda categoría del fútbol femenino argentino. Organizado por la Asociación del Fútbol Argentino. Participaron veintidós equipos y comenzó el 5 de marzo.
Los nuevos participantes son los dos equipos ascendidos de la Primera C 2021: Belgrano y Claypole que hacen su estreno en la categoría.

## Ascensos y descensos
| Descendidos de la Primera División B 2021 |
| ----------------------------------------- |
| No hubo                                   |

| Pos        | Ascendidos a la Primera B |
| ---------- | ------------------------- |
| Campeón    | Belgrano                  |
| Subcampeón | Claypole                  |

| Pos        | Ascendidos a la Primera División 2022 |
| ---------- | ------------------------------------- |
| Campeón    | Estudiantes (Buenos Aires)            |
| Subcampeón | Ferro Carril Oeste                    |

| Descendidos de la Primera División 2021 |
| --------------------------------------- |
| No hubo                                 |

## Equipos participantes
| Equipo               | Ciudad              | Estadio                         | Capacidad |
| -------------------- | ------------------- | ------------------------------- | --------- |
| All Boys             | Buenos Aires        | Islas Malvinas                  | 21 500    |
| Almirante Brown      | San Justo           | Fragata Presidente Sarmiento    | 25 000    |
| Argentino de Quilmes | Quilmes             | Argentino de Quilmes            | 7 000     |
| Argentino (Rosario)  | Rosario             | José Martín Olaeta              | 6 800     |
| Argentinos Juniors   | Buenos Aires        | Diego Armando Maradona          | 26 000    |
| Atlanta              | Buenos Aires        | Don León Kolbowsky              | 18 000    |
| Atlas                | General Rodríguez   | Ricardo Puga                    | 2 500     |
| Banfield             | Banfield            | Florencio Sola                  | 34 900    |
| Belgrano             | Córdoba             | Julio César Villagra            | 30 500    |
| Camioneros           | Nueve de Abril      | Hugo Moyano                     | 5 000     |
| Claypole             | Claypole            | Rodolfo Capocasa                | 3 000     |
| Defensa y Justicia   | Gobernador Costa    | Norberto Tomaghello             | 20 000    |
| Deportivo Armenio    | Ingeniero Maschwitz | Armenia                         | 10 500    |
| Deportivo Merlo      | Parque San Martín   | José Manuel Moreno              | 10 000    |
| Deportivo Morón      | Morón               | Nuevo Francisco Urbano          | 35 000    |
| Lima FC              | Lima                | Domingo Di Donato               |           |
| Liniers              | San Justo           | Juan Antonio Arias              | 3 500     |
| Luján                | Luján               | Municipal de la Ciudad de Luján | 4 000     |
| Puerto Nuevo         | Campana             | Rubén Carlos Vallejos           | 500       |
| San Miguel           | Los Polvorines      | Malvinas Argentinas             | 9 000     |
| Sarmiento            | Junín               | Eva Perón                       | 23 000    |
| Vélez Sarsfield      | Buenos Aires        | Villa Olímpica                  |           |

### Distribución geográfica de los equipos
| Región                                   | Cant. | Equipos |
| ---------------------------------------- | ----- | --- |
| Conurbano bonaerense                     | 12    | Almirante Brown, Argentino de Quilmes, Argentinos Juniors, Banfield, Camioneros, Claypole, Defensa y Justicia, Deportivo Armenio, Deportivo Merlo, Deportivo Morón, Liniers y San Miguel. |
| Ciudad de Buenos Aires                   | 3     | All Boys, Atlanta y Vélez Sarsfield. |
| Interior de la provincia de Buenos Aires | 5     | Atlas, Lima, Luján, Puerto Nuevo y Sarmiento. |
| Provincia de Córdoba                     | 1     | Belgrano. |
| Provincia de Santa Fe                    | 1     | Argentino de Rosario. |

## Fase clasificación
Se disputó en dos zonas de 11 equipos cada una donde se jugó todos contra todos a una sola rueda de partidos. Los equipos ubicados del 1° al 6° puesto de cada zonas se clasificaron a la “Fase ascenso”, mientras que los ubicados del 7° al 11° puesto de cada zonas disputaron la “Fase permanencia”.

### Zona A

#### Tabla de posiciones
| Pos. | Equipo             | Pts. | PJ | PG | PE | PP | GF | GC | Dif. |
| ---- | ------------------ | ---- | -- | -- | -- | -- | -- | -- | ---- |
| 01.º | Belgrano           | 30   | 10 | 10 | 0  | 0  | 55 | 0  | 55   |
| 02.º | All Boys           | 25   | 10 | 8  | 1  | 1  | 28 | 9  | 19   |
| 03.º | Banfield           | 21   | 10 | 6  | 3  | 1  | 39 | 9  | 30   |
| 04.º | Vélez Sarsfield    | 16   | 10 | 5  | 1  | 4  | 17 | 19 | −2   |
| 05.º | Claypole           | 15   | 10 | 5  | 0  | 5  | 25 | 20 | 5    |
| 06.º | Atlas              | 15   | 10 | 5  | 0  | 5  | 21 | 31 | −10  |
| 07.º | Defensa y Justicia | 13   | 10 | 4  | 1  | 5  | 14 | 12 | 2    |
| 08.º | Atlanta            | 9    | 9  | 3  | 0  | 6  | 11 | 20 | −9   |
| 09.º | Deportivo Armenio  | 7    | 10 | 2  | 1  | 7  | 15 | 35 | −20  |
| 10.º | Lima FC            | 7    | 10 | 2  | 1  | 7  | 9  | 46 | −37  |
| 11.º | Almirante Brown    | 0    | 9  | 0  | 0  | 9  | 4  | 37 | −33  |

|  | Los equipos que ocupen esta posición al final de la disputa clasificarán a la fase ascenso.     |
|  | Los equipos que ocupen esta posición al final de la disputa clasificarán a la fase permanencia. |

| 1. 2. |

##### Evolución de las posiciones
| Equipo / Fecha     | 1    | 2    | 3    | 4    | 5    | 6    | 7    | 8    | 9    | 10   | 11   |
| ------------------ | ---- | ---- | ---- | ---- | ---- | ---- | ---- | ---- | ---- | ---- | ---- |
| All Boys           | 7.º  | 6.º  | 5.º  | 3.º  | 2.º  | 3.º  | 2.º  | 2.º  | 2.º  | 2.º  | 2.º  |
| Almirante Brown    | 9.º  | 8.º  | 9.º  | 11.º | 11.º | 11.º | 11.º | 11.º | 11.º | 11.º | 11.º |
| Atlanta            | 8.º  | 10.º | 8.º  | 7.º  | 8.º  | 9.º  | 10.º | 8.º  | 9.º  | 8.º  | 8.º  |
| Atlas              | 3.º  | 2.º  | 4.º  | 2.º  | 4.º  | 5.º  | 6.º  | 6.º  | 6.º  | 6.º  | 6.º  |
| Banfield           | 5.º  | 5.º  | 6.º  | 6.º  | 5.º  | 4.º  | 4.º  | 3.º  | 3.º  | 3.º  | 3.º  |
| Belgrano           | 1.º  | 1.º  | 1.º  | 1.º  | 1.º  | 1.º  | 1.º  | 1.º  | 1.º  | 1.º  | 1.º  |
| Claypole           | 2.º  | 3.º  | 2.º  | 4.º  | 3.º  | 2.º  | 3.º  | 4.º  | 5.º  | 5.º  | 5.º  |
| Defensa y Justicia | 4.º  | 4.º  | 3.º  | 5.º  | 6.º  | 7.º  | 7.º  | 7.º  | 7.º  | 7.º  | 7.º  |
| Deportivo Armenio  | 10.º | 9.º  | 10.º | 10.º | 10.º | 10.º | 8.º  | 9.º  | 8.º  | 9.º  | 9.º  |
| Lima               | 11.º | 11.º | 11.º | 8.º  | 9.º  | 8.º  | 9.º  | 10.º | 10.º | 10.º | 10.º |
| Vélez Sarsfield    | 5.º  | 7.º  | 7.º  | 9.º  | 7.º  | 6.º  | 5.º  | 5.º  | 4.º  | 4.º  | 4.º  |

#### Resultados
| Fecha 1            | Fecha 1   | Fecha 1           | Fecha 1                  | Fecha 1    | Fecha 1 |
| Local              | Resultado | Visitante         | Estadio                  | Fecha      | Hora    |
| ------------------ | --------- | ----------------- | ------------------------ | ---------- | ------- |
| Claypole           | 6 - 1     | Deportivo Armenio | Rodolfo Vicente Capocasa | 5 de marzo | 17:00   |
| Defensa y justicia | 1 - 0     | Atlanta           | Norberto Tomaghello      | 5 de marzo | 17:00   |
| Vélez Sarsfield    | 0 - 0     | Banfield          | Villa Olímpica           | 5 de marzo | 17:00   |
| Almirante Brown    | 0 - 4     | Atlas             | Ciudad deportiva         | 5 de marzo | 17:00   |
| Belgrano           | 15 - 0    | Lima              | Predio Armando Pérez     | 6 de marzo | 17:00   |
| Libre: All Boys    |           |                   |                          |            |         |

| Fecha 2                | Fecha 2   | Fecha 2            | Fecha 2             | Fecha 2     | Fecha 2 |
| Local                  | Resultado | Visitante          | Estadio             | Fecha       | Hora    |
| ---------------------- | --------- | ------------------ | ------------------- | ----------- | ------- |
| Lima                   | 0 - 3 (W) | Claypole           |                     | 12 de marzo | 17:00   |
| Banfield               | 2 - 2     | All Boys           | Predio Luis Guillon | 12 de marzo | 17:00   |
| Atlas                  | 1 - 0     | Defensa y justicia |                     | 13 de marzo | 17:00   |
| Atlanta                | 0 - 4     | Belgrano           | Atlanta             | 13 de marzo | 17:00   |
| Deportivo Armenio      | 1 - 2     | Vélez Sarsfield    |                     | 14 de abril | 15:30   |
| Libre: Almirante Brown |           |                    |                     |             |         |

| Fecha 3            | Fecha 3   | Fecha 3           | Fecha 3                  | Fecha 3     | Fecha 3 |
| Local              | Resultado | Visitante         | Estadio                  | Fecha       | Hora    |
| ------------------ | --------- | ----------------- | ------------------------ | ----------- | ------- |
| Belgrano           | 6 - 0     | Atlas             | Julio César Villagra     | 19 de marzo | 11:00   |
| Claypole           | 3 - 1     | Atlanta           | Rodolfo Vicente Capocasa | 19 de marzo | 15:30   |
| Defensa y justicia | 5 - 1     | Almirante Brown   | Predio La Capilla        | 19 de marzo | 15:30   |
| Vélez Sarsfield    | 1 - 2     | Lima              | Villa Olímpica           | 19 de marzo | 18:30   |
| All Boys           | 7 - 2     | Deportivo Armenio | Islas Malvinas           | 20 de marzo | 15:30   |
| Libre: Banfield    |           |                   |                          |             |         |

| Fecha 4                   | Fecha 4   | Fecha 4         | Fecha 4              | Fecha 4     | Fecha 4 |
| Local                     | Resultado | Visitante       | Estadio              | Fecha       | Hora    |
| ------------------------- | --------- | --------------- | -------------------- | ----------- | ------- |
| Lima                      | 0 - 2     | All Boys        | Estadio principal    | 26 de marzo | 15:30   |
| Almirante Brown           | 0 - 9     | Belgrano        | Ciudad deportiva     | 26 de marzo | 15:30   |
| Atlanta                   | 4 - 1     | Vélez Sarsfield | Cancha auxiliar      | 27 de marzo | 15:30   |
| Deportivo Armenio         | 1 - 5     | Banfield        | Auxiliar del estadio | 27 de marzo | 15:30   |
| Atlas                     | 4 - 2     | Claypole        | Ciudad deportiva     | 30 de marzo |         |
| Libre: Defensa y justicia |           |                 |                      |             |         |

| Fecha 5                  | Fecha 5   | Fecha 5            | Fecha 5              | Fecha 5    | Fecha 5 |
| Local                    | Resultado | Visitante          | Estadio              | Fecha      | Hora    |
| ------------------------ | --------- | ------------------ | -------------------- | ---------- | ------- |
| Belgrano                 | 4 - 0     | Defensa y justicia | Predio Armando Pérez | 3 de abril | 11:00   |
| Claypole                 | 4 - 0     | Almirante Brown    |                      | 3 de abril | 15:30   |
| Banfield                 | 10 - 1    | Lima               |                      | 3 de abril | 15:30   |
| All Boys                 | 2 - 1     | Atlanta            |                      | 3 de abril | 15:30   |
| Vélez Sarsfield          | 4 - 1     | Atlas              |                      | 3 de abril | 18:00   |
| Libre: Deportivo Armenio |           |                    |                      |            |         |

| Fecha 6            | Fecha 6   | Fecha 6           | Fecha 6 | Fecha 6     | Fecha 6 |
| Local              | Resultado | Visitante         | Estadio | Fecha       | Hora    |
| ------------------ | --------- | ----------------- | ------- | ----------- | ------- |
| Atlanta            | 0 - 6     | Banfield          |         | 9 de abril  | 10:00   |
| Atlas              | 1 - 7     | All Boys          |         | 9 de abril  | 15:00   |
| Lima               | 2 - 2     | Deportivo Armenio |         | 9 de abril  | 15:30   |
| Almirante Brown    | 1 - 2     | Vélez Sarsfield   |         | 9 de abril  | 15:30   |
| Defensa y justicia | 1 - 2     | Claypole          |         | 10 de abril | 15:00   |
| Libre: Belgrano    |           |                   |         |             |         |

| Fecha 7           | Fecha 7   | Fecha 7            | Fecha 7                    | Fecha 7     | Fecha 7 |
| Local             | Resultado | Visitante          | Estadio                    | Fecha       | Hora    |
| ----------------- | --------- | ------------------ | -------------------------- | ----------- | ------- |
| Claypole          | 0 - 3     | Belgrano           | Gildo Francisco Ghersinich | 14 de abril | 11:00   |
| Vélez Sarsfield   | 1 - 0     | Defensa y justicia | Villa olímpica             | 17 de abril | 10:00   |
| Banfield          | 6 - 0     | Atlas              | Campo de deportes          | 17 de abril | 15:30   |
| All Boys          | 3 - 0     | Almirante Brown    | Islas Malvinas             | 17 de abril | 15:30   |
| Deportivo Armenio | 2 - 1     | Atlanta            | Auxiliar del estadio       | 17 de abril | 15:30   |
| Libre: Lima       |           |                    |                            |             |         |

| Fecha 8            | Fecha 8   | Fecha 8           | Fecha 8                       | Fecha 8     | Fecha 8 |
| Local              | Resultado | Visitante         | Estadio                       | Fecha       | Hora    |
| ------------------ | --------- | ----------------- | ----------------------------- | ----------- | ------- |
| Defensa y justicia | 0 - 1     | All Boys          | Polideportivo la capilla      | 23 de abril | 15:30   |
| Almirante Brown    | 1 - 6     | Banfield          | Ciudad deportiva Luis Mendoza | 23 de abril | 15:30   |
| Atlanta            | 2 - 1     | Lima              |                               | 23 de abril | 15:30   |
| Belgrano           | 6 - 0     | Vélez Sarsfield   | Julio César Villagra          | 24 de abril | 11:00   |
| Atlas              | 4 - 3     | Deportivo Armenio |                               | 24 de abril | 11:00   |
| Libre: Claypole    |           |                   |                               |             |         |

| Fecha 9           | Fecha 9   | Fecha 9            | Fecha 9             | Fecha 9     | Fecha 9 |
| Local             | Resultado | Visitante          | Estadio             | Fecha       | Hora    |
| ----------------- | --------- | ------------------ | ------------------- | ----------- | ------- |
| Deportivo Armenio | 3 - 1     | Almirante Brown    | Cancha auxiliar     | 30 de abril | 11:00   |
| All Boys          | 0 - 1     | Belgrano           | Predio Rancho Taxco | 30 de abril | 12:00   |
| Banfield          | 1 - 1     | Defensa y justicia | Florencio Sola      | 30 de abril | 14:00   |
| Lima              | 1 - 6     | Atlas              | Cancha principal    | 30 de abril | 15:30   |
| Vélez Sarsfield   | 5 - 2     | Claypole           | Villa olímpica      | 30 de abril | 18:00   |
| Libre: Atlanta    |           |                    |                     |             |         |

| Fecha 10               | Fecha 10  | Fecha 10          | Fecha 10             | Fecha 10  | Fecha 10 |
| Local                  | Resultado | Visitante         | Estadio              | Fecha     | Hora     |
| ---------------------- | --------- | ----------------- | -------------------- | --------- | -------- |
| Claypole               | 1 - 2     | All Boys          | Rodolfo Capocasa     | 7 de mayo | 15:00    |
| Defensa y justicia     | 1 - 0     | Deportivo Armenio | Predio "la capilla"  | 7 de mayo | 15:30    |
| Atlas                  | 0 - 2     | Atlanta           | Ricardo Puga         | 7 de mayo | 15:30    |
| Almirante Brown        | 0 - 1 (W) | Lima              | Cancha auxiliar      | 7 de mayo | 15:30    |
| Belgrano               | 1 - 0     | Banfield          | Predio Armando Pérez | 8 de mayo | 11:00    |
| Libre: Vélez Sarsfield |           |                   |                      |           |          |

| Fecha 11          | Fecha 11  | Fecha 11           | Fecha 11                  | Fecha 11   | Fecha 11 |
| Local             | Resultado | Visitante          | Estadio                   | Fecha      | Hora     |
| ----------------- | --------- | ------------------ | ------------------------- | ---------- | -------- |
| Lima              | 1 - 5     | Defensa y justicia | Lima FC                   | 14 de mayo | 14:00    |
| All Boys          | 2 - 1     | Vélez Sarsfield    | Islas Malvinas            | 14 de mayo | 15:30    |
| Deportivo Armenio | 0 - 6     | Belgrano           | Armenia (auxiliar)        | 15 de mayo | 13:00    |
| Atlanta           | [ n. 3 ]  | Almirante Brown    | Don León Kolbowsky        | 15 de mayo | 15:00    |
| Banfield          | 3 - 2     | Claypole           | Florencio Sola (auxiliar) | 15 de mayo | 15:30    |
| Libre: Atlas      |           |                    |                           |            |          |

| 1. 2. 3. |

### Zona B

#### Tabla de posiciones
| Pos. | Equipo              | Pts. | PJ | PG | PE | PP | GF | GC | Dif. |
| ---- | ------------------- | ---- | -- | -- | -- | -- | -- | -- | ---- |
| 01.º | Argentino (Rosario) | 27   | 10 | 9  | 0  | 1  | 36 | 8  | 28   |
| 02.º | Puerto Nuevo        | 23   | 10 | 7  | 2  | 1  | 35 | 11 | 24   |
| 03.º | Argentinos Juniors  | 21   | 10 | 7  | 0  | 3  | 31 | 17 | 14   |
| 04.º | Sarmiento           | 20   | 10 | 6  | 2  | 2  | 30 | 8  | 22   |
| 05.º | Argentino (Quilmes) | 16   | 10 | 5  | 1  | 4  | 24 | 20 | 4    |
| 06.º | San Miguel          | 16   | 10 | 5  | 1  | 4  | 17 | 20 | −3   |
| 07.º | Camioneros          | 10   | 10 | 3  | 1  | 6  | 9  | 17 | −8   |
| 08.º | Deportivo Merlo     | 8    | 10 | 2  | 2  | 6  | 17 | 26 | −9   |
| 09.º | Deportivo Morón     | 8    | 10 | 2  | 2  | 6  | 12 | 28 | −16  |
| 10.º | Luján               | 7    | 10 | 2  | 1  | 7  | 15 | 25 | −10  |
| 11.º | Liniers             | 3    | 10 | 1  | 0  | 9  | 12 | 58 | −46  |

|  | Los equipos que ocupen esta posición al final de la disputa clasificarán a la fase ascenso.     |
|  | Los equipos que ocupen esta posición al final de la disputa clasificarán a la fase permanencia. |

| 1. |

##### Evolución de las posiciones
| Equipo / Fecha      | 1    | 2    | 3    | 4    | 5    | 6    | 7    | 8    | 9    | 10   | 11   |
| ------------------- | ---- | ---- | ---- | ---- | ---- | ---- | ---- | ---- | ---- | ---- | ---- |
| Argentino (Quilmes) | 1.º  | 2.º  | 3.º  | 4.º  | 5.º  | 4.º  | 3.º  | 5.º  | 4.º  | 5.º  | 5.º  |
| Argentino (Rosario) | 2.º  | 1.º  | 1.º  | 1.º  | 1.º  | 1.º  | 2.º  | 1.º  | 1.º  | 1.º  | 1.º  |
| Argentinos Juniors  | 7.º  | 4.º  | 4.º  | 5.º  | 4.º  | 5.º  | 5.º  | 4.º  | 4.º  | 4.º  | 3.º  |
| Camioneros          | 5.º  | 7.º  | 8.º  | 9.º  | 9.º  | 8.º  | 8.º  | 8.º  | 8.º  | 9.º  | 7.º  |
| Deportivo Merlo     | 5.º  | 7.º  | 9.º  | 7.º  | 7.º  | 6.º  | 7.º  | 7.º  | 7.º  | 7.º  | 8.º  |
| Deportivo Morón     | 3.º  | 5.º  | 6.º  | 8.º  | 8.º  | 10.º | 10.º | 9.º  | 9.º  | 8.º  | 9.º  |
| Liniers             | 11.º | 11.º | 11.º | 11.º | 11.º | 11.º | 11.º | 11.º | 11.º | 11.º | 11.º |
| Luján               | 9.º  | 10.º | 10.º | 10.º | 10.º | 9.º  | 9.º  | 10.º | 10.º | 10.º | 10.º |
| Puerto Nuevo        | 8.º  | 7.º  | 5.º  | 3.º  | 3.º  | 3.º  | 4.º  | 3.º  | 3.º  | 3.º  | 2.º  |
| San Miguel          | 9.º  | 6.º  | 7.º  | 6.º  | 6.º  | 7.º  | 6.º  | 6.º  | 6.º  | 6.º  | 6.º  |
| Sarmiento           | 3.º  | 3.º  | 2.º  | 2.º  | 2.º  | 2.º  | 1.º  | 2.º  | 2.º  | 2.º  | 4.º  |

#### Resultados
| Fecha 1                   | Fecha 1   | Fecha 1      | Fecha 1              | Fecha 1    | Fecha 1 |
| Local                     | Resultado | Visitante    | Estadio              | Fecha      | Hora    |
| ------------------------- | --------- | ------------ | -------------------- | ---------- | ------- |
| Deportivo Morón           | 2 - 1     | Luján        | Predio Pontevedra    | 5 de marzo | 17:00   |
| Deportivo Merlo           | 0 - 0     | Camioneros   | José Manuel Moreno   | 6 de marzo | 17:00   |
| Argentino (Quilmes)       | 6 - 2     | Liniers      | Argentino de Quilmes | 6 de marzo | 17:00   |
| Sarmiento                 | 2 - 1     | San Miguel   | Ciudad deportiva     | 6 de marzo | 17:00   |
| Argentino (Rosario)       | 3 - 2     | Puerto nuevo | Unión de Álvarez     | 6 de marzo | 17:00   |
| Libre: Argentinos Juniors |           |              |                      |            |         |

| Fecha 2                | Fecha 2   | Fecha 2             | Fecha 2 | Fecha 2     | Fecha 2 |
| Local                  | Resultado | Visitante           | Estadio | Fecha       | Hora    |
| ---------------------- | --------- | ------------------- | ------- | ----------- | ------- |
| Luján                  | 1 - 3     | Argentino (Quilmes) |         | 12 de marzo | 17:00   |
| Liniers                | 0 - 6     | Argentino (Rosario) |         | 12 de marzo | 17:00   |
| Puerto nuevo           | 0 - 0     | Sarmiento           |         | 12 de marzo | 17:00   |
| Camioneros             | 2 - 3     | Argentinos Juniors  |         | 12 de marzo | 17:00   |
| San Miguel             | 3 - 2     | Deportivo Merlo     |         | 13 de marzo | 17:00   |
| Libre: Deportivo Morón |           |                     |         |             |         |

| Fecha 3             | Fecha 3   | Fecha 3         | Fecha 3                 | Fecha 3     | Fecha 3 |
| Local               | Resultado | Visitante       | Estadio                 | Fecha       | Hora    |
| ------------------- | --------- | --------------- | ----------------------- | ----------- | ------- |
| Argentino (Rosario) | 4 - 0     | Luján           | A.D.I.U.R.              | 19 de marzo | 10:30   |
| Argentinos Juniors  | 4 - 1     | San Miguel      | Predio Ceffa            | 20 de marzo | 15:30   |
| Deportivo Merlo     | 2 - 4     | Puerto nuevo    | José Manuel Moreno      | 20 de marzo | 15:30   |
| Sarmiento           | 10 - 1    | Liniers         | Predio ciudad deportiva | 20 de marzo | 15:30   |
| Argentino (Quilmes) | 5 - 1     | Deportivo Morón | Barrica quilmeña        | 6 de abril  | 15:30   |
| Libre: Camioneros   |           |                 |                         |             |         |

| Fecha 4                    | Fecha 4   | Fecha 4             | Fecha 4                             | Fecha 4     | Fecha 4 |
| Local                      | Resultado | Visitante           | Estadio                             | Fecha       | Hora    |
| -------------------------- | --------- | ------------------- | ----------------------------------- | ----------- | ------- |
| San Miguel                 | 1 - 0     | Camioneros          | Malvinas Argentina (Los Polvorines) | 26 de marzo | 11:00   |
| Liniers                    | 1 - 5     | Deportivo Merlo     | Juan Antonio Arias                  | 26 de marzo | 15:00   |
| Luján                      | 0 - 5     | Sarmiento           | Predio club luján                   | 26 de marzo | 15:30   |
| Deportivo Morón            | 0 - 5     | Argentino (Rosario) | Predio deportivo Morón              | 26 de marzo | 15:30   |
| Puerto Nuevo               | 4 - 2     | Argentino Juniors   | Rubén Carlos Vallejos               | 27 de marzo | 15:30   |
| Libre: Argentino (Quilmes) |           |                     |                                     |             |         |

| Fecha 5             | Fecha 5   | Fecha 5             | Fecha 5 | Fecha 5    | Fecha 5 |
| Local               | Resultado | Visitante           | Estadio | Fecha      | Hora    |
| ------------------- | --------- | ------------------- | ------- | ---------- | ------- |
| Argentino (Rosario) | 3 - 1     | Argentino (Quilmes) |         | 3 de abril | 14:00   |
| Camioneros          | 0 - 4     | Puerto Nuevo        |         | 3 de abril | 14:00   |
| Argentinos Juniors  | 7 - 0     | Liniers             |         | 3 de abril | 15:00   |
| Deportivo Merlo     | 2 - 2     | Luján               |         | 3 de abril | 15:30   |
| Sarmiento           | 6 - 2     | Deportivo Morón     |         | 3 de abril | 15:30   |
| Libre: San Miguel   |           |                     |         |            |         |

| Fecha 6                    | Fecha 6   | Fecha 6            | Fecha 6            | Fecha 6     | Fecha 6 |
| Local                      | Resultado | Visitante          | Estadio            | Fecha       | Hora    |
| -------------------------- | --------- | ------------------ | ------------------ | ----------- | ------- |
| Deportivo Morón            | 1 - 2     | Deportivo Merlo    |                    | 9 de abril  | 15:30   |
| Puerto Nuevo               | 2 - 0     | San Miguel         |                    | 9 de abril  | 15:30   |
| Liniers                    | 2 - 3     | Camioneros         |                    | 9 de abril  | 15:30   |
| Argentino (Quilmes)        | 1 - 1     | Sarmiento          |                    | 10 de abril | 10:00   |
| Luján                      | 3 - 1     | Argentinos Juniors | Municipal de Luján | 10 de abril | 10:30   |
| Libre: Argentino (Rosario) |           |                    |                    |             |         |

| Fecha 7             | Fecha 7   | Fecha 7             | Fecha 7              | Fecha 7     | Fecha 7 |
| Local               | Resultado | Visitante           | Estadio              | Fecha       | Hora    |
| ------------------- | --------- | ------------------- | -------------------- | ----------- | ------- |
| Sarmiento           | 2 - 1     | Argentino (Rosario) | Ciudad deportiva     | 14 de abril | 15:30   |
| Argentinos Juniors  | 2 - 0     | Deportivo Morón     | C.E.F.F.A.           | 16 de abril | 15:00   |
| Camioneros          | 2 - 1     | Luján               | Predio de camioneros | 16 de abril | 15:30   |
| Deportivo Merlo     | 2 - 4     | Argentino (Quilmes) | Predio El Remanso    | 16 de abril | 15:30   |
| San Miguel          | 6 - 1     | Liniers             | Malvinas Argentinas  | 17 de abril | 15:30   |
| Libre: Puerto Nuevo |           |                     |                      |             |         |

| Fecha 8             | Fecha 8   | Fecha 8            | Fecha 8           | Fecha 8     | Fecha 8 |
| Local               | Resultado | Visitante          | Estadio           | Fecha       | Hora    |
| ------------------- | --------- | ------------------ | ----------------- | ----------- | ------- |
| Argentino (Rosario) | 2 - 1     | Deportivo Merlo    |                   | 23 de abril | 14:00   |
| Deportivo Morón     | 2 - 1     | Camioneros         | Predio Pontevedra | 23 de abril | 15:30   |
| Luján               | 1 - 2     | San Miguel         |                   | 23 de abril | 15:30   |
| Liniers             | 1 - 10    | Puerto Nuevo       | Carlos Vallejos   | 23 de abril | 15:30   |
| Argentino (Quilmes) | 2 - 4     | Argentinos Juniors |                   | 24 de abril | 15:00   |
| Libre: Sarmiento    |           |                    |                   |             |         |

| Fecha 9            | Fecha 9   | Fecha 9             | Fecha 9               | Fecha 9     | Fecha 9 |
| Local              | Resultado | Visitante           | Estadio               | Fecha       | Hora    |
| ------------------ | --------- | ------------------- | --------------------- | ----------- | ------- |
| Camioneros         | 0 - 2     | Argentino (Quilmes) | Predio camioneros     | 30 de abril | 11:00   |
| Argentinos Juniors | 2 - 4     | Argentino (Rosario) | CEFFA                 | 30 de abril | 15:00   |
| San Miguel         | 2 - 2     | Deportivo Morón     | Estadio principal     | 30 de abril | 15:30   |
| Puerto Nuevo       | 3 - 2     | Luján               | Rubén Carlos Vallejos | 30 de abril | 15:30   |
| Deportivo Merlo    | 0 - 4     | Sarmiento           | José Manuel Moreno    | 30 de abril | 15:30   |
| Libre: Liniers     |           |                     |                       |             |         |

| Fecha 10               | Fecha 10  | Fecha 10           | Fecha 10               | Fecha 10  | Fecha 10 |
| Local                  | Resultado | Visitante          | Estadio                | Fecha     | Hora     |
| ---------------------- | --------- | ------------------ | ---------------------- | --------- | -------- |
| Argentino (Rosario)    | 2 - 0     | Camioneros         |                        | 7 de mayo | 15:30    |
| Deportivo Morón        | 1 - 1     | Puerto Nuevo       |                        | 7 de mayo | 15:30    |
| Argentino (Quilmes)    | 0 - 1(W)  | San Miguel         |                        | 8 de mayo | 15:00    |
| Sarmiento              | 0 - 1     | Argentinos Juniors | Ciudad Deportiva Junin | 8 de mayo | 15:30    |
| Luján                  | 4 - 1     | Liniers            |                        | 8 de mayo | 15:30    |
| Libre: Deportivo Merlo |           |                    |                        |           |          |

| Fecha 11           | Fecha 11  | Fecha 11            | Fecha 11                          | Fecha 11   | Fecha 11 |
| Local              | Resultado | Visitante           | Estadio                           | Fecha      | Hora     |
| ------------------ | --------- | ------------------- | --------------------------------- | ---------- | -------- |
| Argentinos Juniors | 5 - 1     | Deportivo Merlo     | Diego Armando Maradona (auxiliar) | 14 de mayo | 15:00    |
| Liniers            | 3 - 1     | Deportivo Morón     | Juan Antonio Arias                | 14 de mayo | 15:30    |
| Puerto Nuevo       | 5 - 0     | Argentino (Quilmes) | Rubén Carlos Vallejos             | 14 de mayo | 15:30    |
| Camioneros         | 1 - 0     | Sarmiento           | Predio Luis Guillón               | 14 de mayo | 15:30    |
| San Miguel         | 0 - 6     | Argentino (Rosario) | Malvinas Argentinas               | 15 de mayo | 15:30    |
| Libre: Luján       |           |                     |                                   |            |          |

| 1. |

## Fase ascenso
La disputaron doce equipos y se jugó todos contra todos, a dos ruedas de partidos (local y visitante). El campeón automáticamente obtuvo el derecho de jugar en la Primera División en el 2023. Los siguientes 8 equipos mejor ubicados (2.º a 9.ª) clasificaron a un torneo reducido por el segundo ascenso.

### Tabla de posiciones
| Pos. | Equipo              | Pts. | PJ | PG | PE | PP | GF  | GC  | Dif. |
| ---- | ------------------- | ---- | -- | -- | -- | -- | --- | --- | ---- |
| 01.º | Belgrano            | 61   | 22 | 20 | 1  | 1  | 117 | 9   | 108  |
| 02.º | Banfield            | 54   | 22 | 17 | 3  | 2  | 63  | 9   | 54   |
| 03.º | Argentino (Rosario) | 45   | 22 | 14 | 3  | 5  | 60  | 18  | 42   |
| 04.º | All Boys            | 45   | 22 | 14 | 3  | 5  | 57  | 27  | 30   |
| 05.º | Sarmiento           | 44   | 22 | 13 | 5  | 4  | 66  | 26  | 40   |
| 06.º | Vélez Sarsfield     | 35   | 22 | 11 | 2  | 9  | 51  | 33  | 18   |
| 07.º | Claypole            | 29   | 22 | 9  | 2  | 11 | 38  | 53  | −15  |
| 08.º | Argentinos Juniors  | 28   | 22 | 9  | 1  | 12 | 42  | 57  | −15  |
| 09.º | San Miguel          | 15   | 22 | 4  | 3  | 15 | 28  | 72  | −44  |
| 10.º | Argentino (Quilmes) | 15   | 22 | 4  | 3  | 15 | 25  | 91  | −66  |
| 11.º | Puerto Nuevo        | 12   | 22 | 4  | 0  | 18 | 29  | 79  | −50  |
| 12.º | Atlas               | 0    | 22 | 0  | 0  | 22 | 11  | 108 | −97  |

|  | El equipo que ocupe esta posición al final de la disputa será campeón y ascenderá a la Primera División.               |
|  | Los equipos que ocupen estas posiciones al final de la disputa clasificarán al torneo reducido por el segundo ascenso. |

| 1. |

#### Evolución de las posiciones
| Equipo / Fecha      | 1    | 2    | 3    | 4    | 5    | 6    | 7    | 8    | 9    | 10   | 11   | 12   | 13   | 14   | 15   | 16   | 17   | 18   | 19   | 20   | 21   | 22   |
| ------------------- | ---- | ---- | ---- | ---- | ---- | ---- | ---- | ---- | ---- | ---- | ---- | ---- | ---- | ---- | ---- | ---- | ---- | ---- | ---- | ---- | ---- | ---- |
| All Boys            | 2.º  | 5.º  | 6.º  | 8.º  | 5.º  | 7.º  | 7.º  | 6.º  | 5.º  | 4.º  | 5.º  | 5.º  | 5.º  | 5.º  | 4.º  | 4.º  | 3.º  | 3.º  | 3.º  | 4.º  | 4.º  | 4.º  |
| Argentino (Quilmes) | 12.º | 9.º  | 10.º | 11.º | 11.º | 11.º | 11.º | 10.º | 10.º | 10.º | 10.º | 10.º | 10.º | 11.º | 11.º | 11.º | 11.º | 11.º | 11.º | 10.º | 10.º | 10.º |
| Argentino (Rosario) | 4.º  | 1.º  | 2.º  | 2.º  | 1.º  | 4.º  | 6.º  | 7.º  | 7.º  | 5.º  | 4.º  | 4.º  | 3.º  | 3.º  | 3.º  | 3.º  | 4.º  | 5.º  | 5.º  | 3.º  | 3.º  | 3.º  |
| Argentinos Juniors  | 11.º | 10.º | 9.º  | 9.º  | 10.º | 10.º | 9.º  | 9.º  | 9.º  | 9.º  | 8.º  | 8.º  | 8.º  | 8.º  | 8.º  | 8.º  | 8.º  | 8.º  | 8.º  | 8.º  | 8.º  | 8.º  |
| Atlas               | 6.º  | 12.º | 11.º | 12.º | 12.º | 11.º | 12.º | 12.º | 12.º | 12.º | 12.º | 12.º | 12.º | 12.º | 12.º | 12.º | 12.º | 12.º | 12.º | 12.º | 12.º | 12.º |
| Banfield            | 5.º  | 3.º  | 1.º  | 1.º  | 4.º  | 3.º  | 3.º  | 2.º  | 2.º  | 2.º  | 2.º  | 2.º  | 2.º  | 2.º  | 2.º  | 2.º  | 2.º  | 2.º  | 2.º  | 2.º  | 2.º  | 2.º  |
| Belgrano            | 3.º  | 4.º  | 4.º  | 4.º  | 1.º  | 2.º  | 1.º  | 1.º  | 1.º  | 1.º  | 1.º  | 1.º  | 1.º  | 1.º  | 1.º  | 1.º  | 1.º  | 1.º  | 1.º  | 1.º  | 1.º  | 1.º  |
| Claypole            | 6.º  | 7.º  | 8.º  | 5.º  | 7.º  | 6.º  | 5.º  | 5.º  | 6.º  | 7.º  | 7.º  | 6.º  | 7.º  | 7.º  | 7.º  | 7.º  | 7.º  | 7.º  | 7.º  | 7.º  | 7.º  | 7.º  |
| Puerto Nuevo        | 9.º  | 11.º | 12.º | 10.º | 9.º  | 9.º  | 10.º | 11.º | 11.º | 11.º | 11.º | 11.º | 11.º | 10.º | 10.º | 10.º | 10.º | 10.º | 10.º | 11.º | 11.º | 11.º |
| San Miguel          | 8.º  | 8.º  | 7.º  | 6.º  | 8.º  | 8.º  | 8.º  | 8.º  | 8.º  | 8.º  | 9.º  | 9.º  | 9.º  | 9.º  | 9.º  | 9.º  | 9.º  | 9.º  | 9.º  | 9.º  | 9.º  | 9.º  |
| Sarmiento           | 10.º | 6.º  | 5.º  | 7.º  | 6.º  | 5.º  | 4.º  | 3.º  | 3.º  | 3.º  | 3.º  | 3.º  | 4.º  | 4.º  | 5.º  | 6.º  | 6.º  | 4.º  | 4.º  | 5.º  | 5.º  | 5.º  |
| Vélez Sarsfield     | 1.º  | 2.º  | 3.º  | 3.º  | 2.º  | 1.º  | 2.º  | 4.º  | 4.º  | 6.º  | 6.º  | 7.º  | 6.º  | 6.º  | 6.º  | 5.º  | 5.º  | 6.º  | 6.º  | 6.º  | 6.º  | 6.º  |

### Resultados
| Fecha 1         | Fecha 1   | Fecha 1             | Fecha 1                | Fecha 1    | Fecha 1 |
| Local           | Resultado | Visitante           | Estadio                | Fecha      | Hora    |
| --------------- | --------- | ------------------- | ---------------------- | ---------- | ------- |
| San Miguel      | 1 - 2     | Banfield            | Predio Antonio Carbone | 21 de mayo | 15:30   |
| Sarmiento       | 0 - 3     | Belgrano            | Ciudad deportiva       | 22 de mayo | 13:00   |
| All Boys        | 4 - 1     | Argentinos Juniors  | Islas Malvinas         | 22 de mayo | 15:30   |
| Puerto Nuevo    | 0 - 2     | Argentino (Rosario) | Rubén Carlos Vallejos  | 22 de mayo | 15:30   |
| Velez Sarsfield | 5 - 0     | Argentino (Quilmes) | Villa olímpica         | 22 de mayo | 18:00   |
| Atlas           | 0 - 1     | Claypole            | Ricardo Puga           | 8 de junio |         |

| Fecha 2             | Fecha 2   | Fecha 2             | Fecha 2              | Fecha 2    | Fecha 2 |
| Local               | Resultado | Visitante           | Estadio              | Fecha      | Hora    |
| ------------------- | --------- | ------------------- | -------------------- | ---------- | ------- |
| Argentinos Juniors  | 0 - 4     | Sarmiento           | CEFFA                | 28 de mayo | 14:30   |
| San Miguel          | 0 - 2     | Velez Sarsfield     | Malvinas Argentinas  | 29 de mayo | 15:00   |
| Argentino (Rosario) | 9 - 0     | Atlas               | José Martín Olaeta   | 29 de mayo | 15:00   |
| Banfield            | 5 - 0     | Puerto Nuevo        | Predio Luis Guillón  | 29 de mayo | 15:30   |
| Claypole            | 2 - 1     | All Boys            | Rodolfo Capocasa     | 29 de mayo | 15:30   |
| Belgrano            | 9 - 0     | Argentino (Quilmes) | Predio Armando Pérez | 6 de julio | 11:00   |

| Fecha 3             | Fecha 3   | Fecha 3             | Fecha 3               | Fecha 3    | Fecha 3 |
| Local               | Resultado | Visitante           | Estadio               | Fecha      | Hora    |
| ------------------- | --------- | ------------------- | --------------------- | ---------- | ------- |
| Atlas               | 0 - 2     | Banfield            | Ricardo Puga          | 4 de junio | 15:00   |
| Vélez Sarsfield     | 1 - 2     | Belgrano            | Villa olímpica        | 4 de junio | 18:00   |
| All boys            | 1 - 0     | Argentino (Rosario) | Islas Malvinas        | 5 de junio | 13:00   |
| Sarmiento           | 4 - 2     | Claypole            | Ciudad deportiva      | 5 de junio | 13:00   |
| Argentino (Quilmes) | 0 - 5     | Argentinos Juniors  | Roberto Cholo Morguen | 5 de junio | 13:00   |
| Puerto Nuevo        | 0 - 5     | San Miguel          | Rubén Carlos Vallejos | 5 de junio | 13:00   |

| Fecha 4             | Fecha 4   | Fecha 4             | Fecha 4               | Fecha 4     | Fecha 4 |
| Local               | Resultado | Visitante           | Estadio               | Fecha       | Hora    |
| ------------------- | --------- | ------------------- | --------------------- | ----------- | ------- |
| Claypole            | 8 - 2     | Argentino (Quilmes) | Predio Las Quintas    | 11 de junio | 11:00   |
| Argentinos Juniors  | 0 - 5     | Belgrano            | CEFFA                 | 12 de junio | 13:00   |
| Argentino (Rosario) | 2 - 0     | Sarmiento           | José Martín Olaeta    | 12 de junio | 15:30   |
| Banfield            | 3 - 1     | All Boys            | Predio Luis Guillón   | 12 de junio | 15:30   |
| Puerto Nuevo        | 1 - 4     | Velez Sarsfield     | Rubén Carlos Vallejos | 12 de junio | 15:30   |
| San Miguel          | 4 - 0     | Atlas               | Complejo olímpico     | 13 de junio | 15:00   |

| Fecha 5             | Fecha 5   | Fecha 5             | Fecha 5                         | Fecha 5     | Fecha 5 |
| Local               | Resultado | Visitante           | Estadio                         | Fecha       | Hora    |
| ------------------- | --------- | ------------------- | ------------------------------- | ----------- | ------- |
| Velez Sarsfield     | 5 - 1     | Argentinos Juniors  | Villa olímpica                  | 18 de junio | 18:00   |
| Atlas               | 1 - 7     | Puerto Nuevo        | Ricardo Puga                    | 19 de junio | 11:00   |
| Sarmiento           | 2 - 1     | Banfield            | Ciudad deportiva                | 19 de junio | 13:00   |
| Belgrano            | 9 - 0     | Claypole            | Julio César Villagra            | 19 de junio | 19:30   |
| Argentino (Quilmes) | 0 - 6     | Argentino (Rosario) | Argentino de quilmes (auxiliar) | 20 de junio | 14:00   |
| All Boys            | 5 - 1     | San Miguel          | Islas Malvinas                  | 20 de junio | 15:00   |

| Fecha 6             | Fecha 6   | Fecha 6             | Fecha 6                | Fecha 6      | Fecha 6 |
| Local               | Resultado | Visitante           | Estadio                | Fecha        | Hora    |
| ------------------- | --------- | ------------------- | ---------------------- | ------------ | ------- |
| Claypole            | 3 - 1     | Argentinos Juniors  | Predio Valentín Alsina | 25 de junio  | 15:30   |
| Atlas               | 1 - 8     | Velez Sarsfield     | Ricardo Puga           | 26 de junio  | 11:00   |
| Argentino (Rosario) | 1 - 2     | Belgrano            | José Martín Olaeta     | 26 de junio  | 14:00   |
| Banfield            | 7 - 0     | Argentino (Quilmes) | Predio Luis Guillón    | 26 de junio  | 15:30   |
| San Miguel          | 2 - 7     | Sarmiento           | Malvinas Argentinas    | 26 de junio  | 15:30   |
| Puerto Nuevo        | 0 - 3     | All Boys            | Carlos Vallejos        | 31 de agosto |         |

| Fecha 7             | Fecha 7   | Fecha 7             | Fecha 7                | Fecha 7    | Fecha 7 |
| Local               | Resultado | Visitante           | Estadio                | Fecha      | Hora    |
| ------------------- | --------- | ------------------- | ---------------------- | ---------- | ------- |
| Argentino (Quilmes) | 3 - 3     | San Miguel          | Argentino de Quilmes   | 2 de julio | 15:00   |
| Argentinos Juniors  | 2 - 1     | Argentino (Rosario) | CEFFA                  | 2 de julio | 15:30   |
| Sarmiento           | 6 - 0     | Puerto Nuevo        | Villa Belgrano (Junín) | 2 de julio | 15:30   |
| Vélez Sarsfield     | 1 - 1     | Claypole            | Villa olímpica         | 2 de julio | 18:00   |
| Belgrano            | 1 - 1     | Banfield            | Predio Armando Pérez   | 3 de julio | 11:00   |
| All Boys            | 5 - 0     | Atlas               | Islas Malvinas         | 4 de julio | 15:30   |

| Fecha 8             | Fecha 8   | Fecha 8             | Fecha 8               | Fecha 8     | Fecha 8 |
| Local               | Resultado | Visitante           | Estadio               | Fecha       | Hora    |
| ------------------- | --------- | ------------------- | --------------------- | ----------- | ------- |
| Puerto Nuevo        | 1 - 2     | Argentino (Quilmes) | Rubén Carlos Vallejos | 9 de julio  | 15:30   |
| San Miguel          | 0 - 6     | Belgrano            | Malvinas Argentinas   | 10 de julio | 14:00   |
| Banfield            | 5 - 0     | Argentinos Juniors  | Predio Luis Guillón   | 10 de julio | 15:30   |
| Argentino (Rosario) | 0 - 1     | Claypole            | José Martín Olaeta    | 10 de julio | 15:30   |
| All Boys            | 4 - 0     | Vélez Sarsfield     | Islas Malvinas        | 10 de julio | 15:30   |
| Atlas               | 0 - 4     | Sarmiento           | Ricardo Puga          | 10 de julio | 15:30   |

| Fecha 9             | Fecha 9   | Fecha 9             | Fecha 9              | Fecha 9     | Fecha 9 |
| Local               | Resultado | Visitante           | Estadio              | Fecha       | Hora    |
| ------------------- | --------- | ------------------- | -------------------- | ----------- | ------- |
| Argentinos Juniors  | 1 - 1     | San Miguel          | CEFFA                | 16 de julio | 14:30   |
| Sarmiento           | 1 - 1     | All Boys            | Ciudad deportiva     | 16 de julio | 15:30   |
| Belgrano            | 4 - 0     | Puerto Nuevo        | Predio Armando Pérez | 16 de julio | 15:30   |
| Claypole            | 0 - 2     | Banfield            | Rodolfo Capocasa     | 16 de julio | 15:30   |
| Argentino (Quilmes) | 4 - 1     | Atlas               | Argentino de Quilmes | 16 de julio | 15:30   |
| Vélez Sarsfield     | 0 - 1     | Argentino (Rosario) | Villa olímpica       | 16 de julio | 16:00   |

| Fecha 10     | Fecha 10  | Fecha 10            | Fecha 10              | Fecha 10     | Fecha 10 |
| Local        | Resultado | Visitante           | Estadio               | Fecha        | Hora     |
| ------------ | --------- | ------------------- | --------------------- | ------------ | -------- |
| Sarmiento    | 3 - 1     | Vélez Sarsfield     | Mariano Moreno        | 23 de julio  | 12:45    |
| All Boys     | 2 - 1     | Argentino (Quilmes) | Islas Malvinas        | 23 de julio  | 15:00    |
| Puerto Nuevo | 1 - 3     | Argentinos Juniors  | Rubén Carlos Vallejos | 23 de julio  | 15:30    |
| Banfield     | 0 - 0     | Argentino (Rosario) | Predio Luis Guillón   | 24 de julio  | 14:00    |
| San Miguel   | 2 - 1     | Claypole            | Malvinas Argentinas   | 24 de julio  | 14:00    |
| Atlas        | 0 - 5     | Belgrano            | Ricardo Puga          | 24 de agosto | 15:30    |

| Fecha 11            | Fecha 11  | Fecha 11     | Fecha 11                        | Fecha 11    | Fecha 11 |
| Local               | Resultado | Visitante    | Estadio                         | Fecha       | Hora     |
| ------------------- | --------- | ------------ | ------------------------------- | ----------- | -------- |
| Argentinos Juniors  | 5 - 1     | Atlas        | CEFFA                           | 30 de julio | 15:30    |
| Vélez Sarsfield     | 0 - 1     | Banfield     | Villa Olímpica                  | 30 de julio | 17:00    |
| Belgrano            | 4 - 1     | All Boys     | Julio Cesar Villagra            | 31 de julio | 11:00    |
| Argentino (Quilmes) | 1 - 6     | Sarmiento    | Argentino de Quilmes (auxiliar) | 31 de julio | 14:00    |
| Argentino (Rosario) | 6 - 0     | San Miguel   | José Martín Olaeta              | 31 de julio | 15:00    |
| Claypole            | 1 - 3     | Puerto Nuevo | El Porvenir (auxiliar)          | 31 de julio | 15:30    |

| Fecha 12            | Fecha 12  | Fecha 12        | Fecha 12                   | Fecha 12    | Fecha 12 |
| Local               | Resultado | Visitante       | Estadio                    | Fecha       | Hora     |
| ------------------- | --------- | --------------- | -------------------------- | ----------- | -------- |
| Argentino (Quilmes) | 0 - 1 (W) | Velez Sarsfield | Ciudad deportiva           | 6 de agosto | 15:30    |
| Argentinos Juniors  | 1 - 3     | All Boys        | CEFFA                      | 6 de agosto | 15:30    |
| Claypole            | 1 - 0     | Atlas           | Gildo Francisco Ghersinich | 6 de agosto | 15:30    |
| Argentino (Rosario) | 3 - 0     | Puerto Nuevo    | José Martín Olaeta         | 6 de agosto | 15:30    |
| Belgrano            | 4 - 0     | Sarmiento       | Predio Armando Pérez       | 7 de agosto | 11:00    |
| Banfield            | 2 - 0     | San Miguel      | Predio Luis Guillón        | 8 de agosto | 15:30    |

| Fecha 13            | Fecha 13  | Fecha 13            | Fecha 13              | Fecha 13        | Fecha 13 |
| Local               | Resultado | Visitante           | Estadio               | Fecha           | Hora     |
| ------------------- | --------- | ------------------- | --------------------- | --------------- | -------- |
| Argentino (Quilmes) | 0 - 10    | Belgrano            | Argentino (Quilmes)   | 13 de agosto    | 11:00    |
| Puerto Nuevo        | 0 - 4     | Banfield            | Rubén Carlos Vallejos | 13 de agosto    | 15:30    |
| Velez Sarsfield     | 4 - 2     | San Miguel          | Villa olímpica        | 13 de agosto    | 18:30    |
| All Boys            | 1 - 0     | Claypole            | Islas Malvinas        | 14 de agosto    | 15:30    |
| Atlas               | 1 - 4     | Argentino (Rosario) | Ricardo Puga          | 15 de agosto    | 14:30    |
| Sarmiento           | 5 - 0     | Argentinos Juniors  | Ciudad deportiva      | 7 de septiembre | 14:00    |

| Fecha 14            | Fecha 14  | Fecha 14            | Fecha 14                   | Fecha 14     | Fecha 14 |
| Local               | Resultado | Visitante           | Estadio                    | Fecha        | Hora     |
| ------------------- | --------- | ------------------- | -------------------------- | ------------ | -------- |
| Argentinos Juniors  | 5 - 0     | Argentino (Quilmes) | CEFFA                      | 20 de agosto | 13:00    |
| Claypole            | 0 - 0     | Sarmiento           | Gildo Francisco Ghersinich | 20 de agosto | 15:30    |
| Belgrano            | 7 - 1     | Vélez Sarsfield     | Julio Cesar Villagra       | 21 de agosto | 11:00    |
| Argentino (Rosario) | 1 - 0     | All boys            | José Martín Olaeta         | 21 de agosto | 15:00    |
| Banfield            | 11 - 0    | Atlas               | Predio Luis Guillón        | 21 de agosto | 15:30    |
| San Miguel          | 1 - 2     | Puerto Nuevo        | San Miguel (auxiliar)      | 21 de agosto | 15:30    |

| Fecha 15            | Fecha 15  | Fecha 15            | Fecha 15                        | Fecha 15       | Fecha 15 |
| Local               | Resultado | Visitante           | Estadio                         | Fecha          | Hora     |
| ------------------- | --------- | ------------------- | ------------------------------- | -------------- | -------- |
| All Boys            | 0 - 3     | Banfield            | 27 de agosto                    | Islas Malvinas | 15:30    |
| Velez Sarsfield     | 5 - 1     | Puerto Nuevo        | 27 de agosto                    | Villa Olímpica | 18:30    |
| Sarmiento           | 1 - 1     | Argentino (Rosario) | Mariano Moreno                  | 28 de agosto   | 11:00    |
| Belgrano            | 6 - 0     | Argentinos Juniors  | Julio César Villagra            | 28 de agosto   | 11:00    |
| Atlas               | 2 - 3     | San Miguel          | Ricardo Puga                    | 28 de agosto   | 11:00    |
| Argentino (Quilmes) | 0 - 2     | Claypole            | Argentino de Quilmes (auxiliar) | 31 de agosto   | 15:30    |

| Fecha 16            | Fecha 16  | Fecha 16            | Fecha 16            | Fecha 16        | Fecha 16 |
| Local               | Resultado | Visitante           | Estadio             | Fecha           | Hora     |
| ------------------- | --------- | ------------------- | ------------------- | --------------- | -------- |
| Argentinos Juniors  | 0 - 4     | Velez Sarsfield     | Predio CEFFA        | 3 de septiembre | 14:00    |
| Argentino (Rosario) | 6 - 2     | Argentino (Quilmes) | José María Olaeta   | 3 de septiembre | 15:00    |
| Claypole            | 0 - 8     | Belgrano            | José María Moraños  | 4 de septiembre | 11:00    |
| Banfield            | 2 - 0     | Sarmiento           | Predio Luis Guillón | 4 de septiembre | 15:30    |
| San Miguel          | 0 - 6     | All Boys            | Malvinas Argentinas | 4 de septiembre | 15:30    |
| Puerto Nuevo        | 2 - 1     | Atlas               | Carlos Vallejos     | 4 de septiembre | 15:30    |

| Fecha 17            | Fecha 17  | Fecha 17            | Fecha 17                        | Fecha 17        | Fecha 17 |
| Local               | Resultado | Visitante           | Estadio                         | Fecha           | Hora     |
| ------------------- | --------- | ------------------- | ------------------------------- | --------------- | -------- |
| Belgrano            | 5 - 0     | Argentino (Rosario) | Julio César Villagra            | 10 de setiembre | 11:00    |
| Argentino (Quilmes) | 0 - 4     | Banfield            | Argentino de Quilmes (auxiliar) | 10 de setiembre | 11:00    |
| Argentinos Juniors  | 5 - 0     | Claypole            | Predio CEFFA                    | 10 de setiembre | 15:30    |
| Velez Sarsfield     | 2 - 1     | Atlas               | Villa olímpica                  | 10 de setiembre | 18:00    |
| All Boys            | 6 - 1     | Puerto Nuevo        | Islas Malvinas                  | 11 de setiembre | 12:00    |
| Sarmiento           | 4 - 0     | San Miguel          | Ciudad deportiva                | 11 de setiembre | 15:30    |

| Fecha 18            | Fecha 18  | Fecha 18            | Fecha 18                   | Fecha 18        | Fecha 18 |
| Local               | Resultado | Visitante           | Estadio                    | Fecha           | Hora     |
| ------------------- | --------- | ------------------- | -------------------------- | --------------- | -------- |
| Atlas               | 1 - 3     | All Boys            | Ricardo Puga               | 17 de setiembre | 11:00    |
| Argentino (Rosario) | 5 - 1     | Argentinos Juniors  | José Martín Olaeta         | 17 de setiembre | 15:00    |
| Puerto Nuevo        | 1 - 4     | Sarmiento           | Rubén Carlos Vallejos      | 17 de setiembre | 15:30    |
| Banfield            | 0 - 2     | Belgrano            | Predio Luis Guillón        | 18 de setiembre | 12:00    |
| San Miguel          | 1 - 1     | Argentino (Quilmes) | Malvinas Argentinas        | 18 de setiembre | 15:30    |
| Claypole            | 0 - 5     | Velez Sarsfield     | Gildo Francisco Ghersinich | 18 de setiembre | 15:30    |

| Fecha 19            | Fecha 19  | Fecha 19            | Fecha 19                        | Fecha 19        | Fecha 19 |
| Local               | Resultado | Visitante           | Estadio                         | Fecha           | Hora     |
| ------------------- | --------- | ------------------- | ------------------------------- | --------------- | -------- |
| Claypole            | 1 - 4     | Argentino (Rosario) | Rodolfo Capocasa                | 24 de setiembre | 15:30    |
| Argentinos Juniors  | 0 - 3     | Banfield            | CEFFA                           | 24 de setiembre | 15:30    |
| Vélez Sarsfield     | 1 - 2     | All Boys            | Villa olímpica                  | 24 de setiembre | 18:00    |
| Belgrano            | 6 - 1     | San Miguel          | Julio César Villagra            | 25 de setiembre | 10:00    |
| Argentino (Quilmes) | 3 - 2     | Puerto Nuevo        | Argentino de Quilmes (auxiliar) | 25 de setiembre | 11:00    |
| Sarmiento           | 7 - 0     | Atlas               | Eva Perón                       | 25 de setiembre | 15:30    |

| Fecha 20            | Fecha 20  | Fecha 20            | Fecha 20             | Fecha 20     | Fecha 20 |
| Local               | Resultado | Visitante           | Estadio              | Fecha        | Hora     |
| ------------------- | --------- | ------------------- | -------------------- | ------------ | -------- |
| Argentino (Rosario) | 3 - 0     | Vélez Sarsfield     | José Martín Olaeta   | 1 de octubre | 15:30    |
| All Boys            | 3 - 3     | Sarmiento           | Islas Malvinas       | 1 de octubre | 15:30    |
| San Miguel          | 0 - 3     | Argentinos Juniors  | Malvinas Argentinas  | 1 de octubre | 15:30    |
| Puerto Nuevo        | 0 - 6     | Belgrano            | Julio Cesar Villagra | 1 de octubre | 20:00    |
| Banfield            | 3 - 1     | Claypole            | Predio Luis Guillón  | 2 de octubre | 20:00    |
| Atlas               | 1 - 3     | Argentino (Quilmes) | Ricardo Puga         | 5 de octubre | 14:00    |

| Fecha 21            | Fecha 21  | Fecha 21     | Fecha 21                      | Fecha 21      | Fecha 21 |
| Local               | Resultado | Visitante    | Estadio                       | Fecha         | Hora     |
| ------------------- | --------- | ------------ | ----------------------------- | ------------- | -------- |
| Belgrano            | 12 - 0    | Atlas        | Julio César Villagra          | 8 de octubre  | 11:00    |
| Argentinos Juniors  | 2 -1      | Puerto Nuevo | Predio CEFFA                  | 8 de octubre  | 15:30    |
| Claypole            | 5 - 1     | San Miguel   | Rodolfo Capocasa              | 8 de octubre  | 15:30    |
| Argentino (Rosario) | 1 - 1     | Banfield     | José Martín Olaeta            | 8 de octubre  | 15:30    |
| Vélez Sarsfield     | 1 - 1     | Sarmiento    | Villa olímpica                | 8 de octubre  | 18:00    |
| Argentino (Quilmes) | 2 - 2     | All Boys     | Argentino de Quilmes auxiliar | 15 de octubre | 11:00    |

| Fecha 22     | Fecha 22  | Fecha 22            | Fecha 22              | Fecha 22      | Fecha 22 |
| Local        | Resultado | Visitante           | Estadio               | Fecha         | Hora     |
| ------------ | --------- | ------------------- | --------------------- | ------------- | -------- |
| San Miguel   | 0 - 4     | Argentino (Rosario) | Malvinas Argentinas   | 22 de octubre | 15:30    |
| All Boys     | 3 - 1     | Belgrano            | Islas Malvinas        | 22 de octubre | 15:30    |
| Puerto Nuevo | 1 - 8     | Claypole            | Rubén Carlos Vallejos | 22 de octubre | 15:30    |
| Banfield     | 1 - 0     | Vélez Sarsfield     | Predio Luis Guillón   | 23 de octubre | 15:30    |
| Sarmiento    | 4 - 1     | Argentino (Quilmes) | Eva Perón             | 23 de octubre | 15:30    |
| Atlas        | 0 - 6     | Argentinos Juniors  | Ricardo Puga          | 23 de octubre | 15:30    |

| 1. |

## Fase permanencia
Se jugó todos contra todos, a dos ruedas (local y visitante). Al término del torneo descendieron a la Primera División C los últimos tres equipos de la tabla de posiciones.

### Tabla de posiciones
| Pos. | Equipo             | Pts. | PJ | PG | PE | PP | GF | GC  | Dif. |
| ---- | ------------------ | ---- | -- | -- | -- | -- | -- | --- | ---- |
| 01.º | Defensa y Justicia | 41   | 18 | 13 | 2  | 3  | 46 | 12  | 34   |
| 02.º | Deportivo Merlo    | 33   | 18 | 10 | 3  | 5  | 43 | 16  | 27   |
| 03.º | Atlanta            | 32   | 18 | 9  | 5  | 4  | 41 | 22  | 19   |
| 04.º | Camioneros         | 28   | 18 | 8  | 4  | 6  | 34 | 26  | 8    |
| 05.º | Deportivo Morón    | 27   | 18 | 8  | 3  | 7  | 38 | 22  | 16   |
| 06.º | Deportivo Armenio  | 26   | 17 | 8  | 2  | 7  | 28 | 23  | 5    |
| 07.º | Lima FC            | 24   | 17 | 7  | 3  | 7  | 43 | 30  | 13   |
| 08.º | Luján              | 22   | 56 | 7  | 1  | 48 | 33 | 35  | −2   |
| 09.º | Almirante Brown    | 21   | 18 | 7  | 0  | 11 | 29 | 35  | −6   |
| 10.º | Liniers            | 1    | 18 | 0  | 1  | 17 | 3  | 116 | −113 |

|  | Los equipos que ocupen estas posiciones al final de la disputa descenderán a la Primera C. |

| 1. 2. |

#### Evolución de las posiciones
| Equipo / Fecha     | 1    | 2    | 3    | 4    | 5    | 6    | 7    | 8    | 9    | 10   | 11   | 12   | 13   | 14   | 15   | 16   | 17   | 18   |
| ------------------ | ---- | ---- | ---- | ---- | ---- | ---- | ---- | ---- | ---- | ---- | ---- | ---- | ---- | ---- | ---- | ---- | ---- | ---- |
| Almirante Brown    | 7.º  | 6.º  | 8.º  | 8.º  | 6.º  | 8.º  | 8.º  | 9.º  | 9.º  | 9.º  | 9.º  | 9.º  | 9.º  | 8.°  | 8.°  | 8.°  | 8.°  | 9.º  |
| Atlanta            | 2.º  | 3.º  | 2.º  | 3.º  | 2.º  | 1.º  | 1.º  | 3.º  | 2.º  | 2.º  | 4.º  | 3.º  | 3.º  | 2.º  | 2.º  | 3.º  | 2.º  | 3.º  |
| Camioneros         | 2.º  | 8.º  | 5.º  | 6.º  | 4.º  | 3.º  | 2.º  | 1.º  | 3.º  | 4.º  | 3.º  | 4.º  | 5.º  | 6.º  | 6.º  | 6.º  | 6.º  | 4.º  |
| Defensa y Justicia | 5.º  | 1.º  | 1.º  | 1.º  | 1.º  | 2.º  | 3.º  | 2.º  | 1.º  | 1.º  | 1.º  | 1.º  | 1.º  | 1.º  | 1.º  | 1.º  | 1.º  | 1.º  |
| Deportivo Armenio  | 7.º  | 9.º  | 9.º  | 9.º  | 9.º  | 7.º  | 4.º  | 4.º  | 4.º  | 5.º  | 5.º  | 6.º  | 6.º  | 4.º  | 4.º  | 4.º  | 5.º  | 6.º  |
| Deportivo Merlo    | 2.º  | 2.º  | 4.º  | 5.º  | 7.º  | 6.º  | 5.º  | 6.º  | 6.º  | 3.º  | 2.º  | 2.º  | 2.º  | 3.º  | 3.º  | 2.º  | 3.º  | 2.º  |
| Deportivo Morón    | 6.º  | 5.º  | 3.º  | 2.º  | 3.º  | 4.º  | 6.º  | 5.º  | 5.º  | 6.º  | 6.º  | 5.º  | 4.º  | 5.º  | 5.º  | 5.º  | 4.º  | 5.º  |
| Lima               | 1.º  | 4.º  | 6.º  | 7.º  | 8.º  | 9.º  | 9.º  | 8.º  | 8.º  | 7.º  | 7.º  | 7.º  | 7.º  | 7.º  | 7.º  | 7.º  | 7.º  | 7.º  |
| Liniers            | 7.º  | 10.º | 10.º | 10.º | 10.º | 10.º | 10.º | 10.º | 10.º | 10.º | 10.º | 10.º | 10.º | 10.º | 10.º | 10.º | 10.º | 10.º |
| Luján              | 10.º | 6.º  | 7.º  | 4.º  | 5.º  | 5.º  | 7.º  | 7.º  | 7.º  | 8.º  | 8.º  | 8.º  | 8.º  | 9.°  | 9.°  | 9.°  | 9.º  | 8.º  |

### Resultados
| Fecha 1            | Fecha 1   | Fecha 1           | Fecha 1                | Fecha 1    | Fecha 1 |
| Local              | Resultado | Visitante         | Estadio                | Fecha      | Hora    |
| ------------------ | --------- | ----------------- | ---------------------- | ---------- | ------- |
| Lima               | 7 - 1     | Liniers           | Lima F. C.             | 21 de mayo | 12:00   |
| Defensa y justicia | 1 - 0     | Deportivo Morón   | Predio de La Capilla   | 21 de mayo | 15:30   |
| Camioneros         | 2 - 0     | Deportivo Armenio | Predio Luis Guillón    | 21 de mayo | 15:30   |
| Atlanta            | 2 - 0     | Almirante Brown   | Predio Antonio Carbone | 22 de mayo | 15:00   |
| Deportivo Merlo    | 2 - 0     | Luján             | José Manuel Moreno     | 22 de mayo | 15:30   |

| Fecha 2           | Fecha 2   | Fecha 2            | Fecha 2                  | Fecha 2    | Fecha 2 |
| Local             | Resultado | Visitante          | Estadio                  | Fecha      | Hora    |
| ----------------- | --------- | ------------------ | ------------------------ | ---------- | ------- |
| Deportivo Armenio | 0 - 1     | Defensa y justicia | Predio Deportivo Armenio | 29 de mayo | 11:00   |
| Deportivo Merlo   | 2 - 2     | Atlanta            | José Manuel Moreno       | 29 de mayo | 15:30   |
| Luján             | 4 - 0     | Camioneros         | Predio Luján             | 29 de mayo | 15:30   |
| Deportivo Morón   | 5 - 1     | Lima               | Predio de Pontevedra     | 29 de mayo | 15:30   |
| Liniers           | 0 - 4     | Almirante Brown    | Juan Antonio Arias       | 29 de mayo | 15:30   |

| Fecha 3            | Fecha 3   | Fecha 3           | Fecha 3                    | Fecha 3    | Fecha 3 |
| Local              | Resultado | Visitante         | Estadio                    | Fecha      | Hora    |
| ------------------ | --------- | ----------------- | -------------------------- | ---------- | ------- |
| Lima               | [ n. 1 ]  | Deportivo Armenio | Lima F. C.                 | 4 de junio | 15:30   |
| Defensa y justicia | 3 - 1     | Luján             | Predio de La Capilla       | 4 de junio | 15:30   |
| Camioneros         | 1 - 1     | Deportivo Merlo   | Predio Luis Guillón        | 4 de junio | 15:30   |
| Atlanta            | 7 - 0     | Liniers           | Predio Antonio Carbone     | 5 de junio | 13:00   |
| Almirante Brown    | 0 - 3     | Deportivo Morón   | Polideportivo Luis Mendoza | 5 de junio | 13:00   |

| Fecha 4           | Fecha 4   | Fecha 4            | Fecha 4                         | Fecha 4     | Fecha 4 |
| Local             | Resultado | Visitante          | Estadio                         | Fecha       | Hora    |
| ----------------- | --------- | ------------------ | ------------------------------- | ----------- | ------- |
| Camioneros        | 0 - 0     | Atlanta            | Predio Luis Guillón             | 11 de junio | 11:00   |
| Luján             | 3 - 1     | Lima               | Municipal de la Ciudad de Luján | 11 de junio | 15:30   |
| Deportivo Morón   | 10 - 0    | Liniers            | Predio Raúl Florentino Di Carlo | 11 de junio | 15:30   |
| Deportivo Merlo   | 0 - 2     | Defensa y Justicia | José Manuel Moreno              | 12 de junio | 15:30   |
| Deportivo Armenio | 2 - 1     | Almirante Brown    | Deportivo Armenio (auxiliar)    | 12 de junio | 15:30   |

| Fecha 5            | Fecha 5   | Fecha 5           | Fecha 5              | Fecha 5     | Fecha 5 |
| Local              | Resultado | Visitante         | Estadio              | Fecha       | Hora    |
| ------------------ | --------- | ----------------- | -------------------- | ----------- | ------- |
| Defensa y justicia | 1 - 2     | Camioneros        | Predio de la Capilla | 18 de junio | 15:30   |
| Atlanta            | 2 - 0     | Deportivo Morón   | Predio Rancho Taxco  | 19 de junio | 15:00   |
| Almirante Brown    | 3 - 1     | Luján             | Ciudad deportiva     | 19 de junio | 15:00   |
| Liniers            | 0 - 1     | Deportivo Armenio |                      |             |         |
| Lima               | 0 - 3     | Deportivo Merlo   |                      |             |         |

| Fecha 6            | Fecha 6   | Fecha 6         | Fecha 6                         | Fecha 6     | Fecha 6 |
| Local              | Resultado | Visitante       | Estadio                         | Fecha       | Hora    |
| ------------------ | --------- | --------------- | ------------------------------- | ----------- | ------- |
| Defensa y justicia | 2 - 3     | Atlanta         | Predio de La Capilla            | 25 de junio | 11:00   |
| Camioneros         | 3 - 1     | Lima            | Predio Luis Guillón             | 25 de junio | 15:30   |
| Deportivo Armenio  | 2 - 1     | Deportivo Morón | Deportivo Armenio (auxiliar)    | 25 de junio | 15:30   |
| Deportivo Merlo    | 3 - 1     | Almirante Brown | José Manuel Moreno              | 26 de junio | 15:30   |
| Luján              | 5 - 0     | Liniers         | Municipal de la Ciudad de Luján | 26 de junio | 15:30   |

| Fecha 7         | Fecha 7   | Fecha 7            | Fecha 7                         | Fecha 7    | Fecha 7 |
| Local           | Resultado | Visitante          | Estadio                         | Fecha      | Hora    |
| --------------- | --------- | ------------------ | ------------------------------- | ---------- | ------- |
| Lima            | 0 - 0     | Defensa y Justicia | Domingo Di Donato               | 2 de julio | 15:30   |
| Atlanta         | 3 - 4     | Deportivo Armenio  | Rancho Taxco                    | 3 de julio | 15:00   |
| Deportivo Morón | 1 - 1     | Luján              | Predio Raúl Florentino Di Carlo | 3 de julio | 15:30   |
| Liniers         | 0 - 5     | Deportivo Merlo    | Juan Antonio Arias (auxiliar)   | 3 de julio | 15:30   |
| Almirante Brown | 2 - 3     | Camioneros         | Complejo Luis Mendoza           | 3 de julio | 15:30   |

| Fecha 8            | Fecha 8   | Fecha 8           | Fecha 8                         | Fecha 8     | Fecha 8 |
| Local              | Resultado | Visitante         | Estadio                         | Fecha       | Hora    |
| ------------------ | --------- | ----------------- | ------------------------------- | ----------- | ------- |
| Luján              | 1 - 2     | Deportivo Armenio | Municipal de la Ciudad de Luján | 9 de julio  | 11:00   |
| Lima               | 4 - 4     | Atlanta           | Domingo Di Donato               | 9 de julio  | 15:30   |
| Defensa y Justicia | 5 - 1     | Almirante Brown   | Predio de La Capilla            | 9 de julio  | 15:30   |
| Camioneros         | 10 - 0    | Liniers           | Predio Luis Guillón             | 9 de julio  | 15:30   |
| Deportivo Merlo    | 2 - 3     | Deportivo Morón   | José Manuel Moreno              | 10 de julio | 15:30   |

| Fecha 9           | Fecha 9   | Fecha 9            | Fecha 9                         | Fecha 9     | Fecha 9 |
| Local             | Resultado | Visitante          | Estadio                         | Fecha       | Hora    |
| ----------------- | --------- | ------------------ | ------------------------------- | ----------- | ------- |
| Atlanta           | 1 - 0     | Luján              | Predio Rancho Taxco             | 16 de julio | 15:30   |
| Almirante Brown   | 1 - 3     | Lima               | Polideportivo Luis Mendoza      | 16 de julio | 15:30   |
| Deportivo Armenio | 0 - 1     | Deportivo Merlo    | Predio Raúl Florentino Di Carlo | 17 de julio | 15:30   |
| Deportivo Morón   | 1 - 1     | Camioneros         | Predio Raúl Florentino Di Carlo | 17 de julio | 15:30   |
| Liniers           | 0 - 12    | Defensa y Justicia | Juan Antonio Arias (auxiliar)   | 17 de julio | 15:30   |

| Fecha 10          | Fecha 10  | Fecha 10           | Fecha 10                        | Fecha 10    | Fecha 10 |
| Local             | Resultado | Visitante          | Estadio                         | Fecha       | Hora     |
| ----------------- | --------- | ------------------ | ------------------------------- | ----------- | -------- |
| Liniers           | 0 - 8     | Lima               | Juan Antonio Arias (auxiliar)   | 23 de julio | 15:30    |
| Deportivo Morón   | 1 - 2     | Defensa y justicia | Predio Raúl Florentino Di Carlo | 23 de julio | 15:30    |
| Luján             | 0 - 5     | Deportivo Merlo    | Ciudad de Laferrere             | 24 de julio | 11:00    |
| Deportivo Armenio | 2 - 0     | Camioneros         | Deportivo Armenio (auxiliar)    | 24 de julio | 15:30    |
| Almirante Brown   | 1 - 2     | Atlanta            | Complejo Luis Mendoza           | 24 de julio | 15:30    |

| Fecha 11           | Fecha 11  | Fecha 11          | Fecha 11                   | Fecha 11    | Fecha 11 |
| Local              | Resultado | Visitante         | Estadio                    | Fecha       | Hora     |
| ------------------ | --------- | ----------------- | -------------------------- | ----------- | -------- |
| Defensa y justicia | 4 - 0     | Deportivo Armenio | Predio de la Capilla       | 30 de julio | 11:00    |
| Camioneros         | 3 - 1     | Luján             | Predio Luis Guillón        | 30 de julio | 11:00    |
| Atlanta            | 0 - 2     | Deportivo Merlo   | Predio Rancho Taxco        | 30 de julio | 15:30    |
| Lima               | 0 - 1     | Deportivo Morón   | Domingo Di Donato          | 30 de julio | 15:30    |
| Almirante Brown    | 6 - 0     | Liniers           | Polideportivo Luis Mendoza | 31 de julio | 15:30    |

| Fecha 12          | Fecha 12  | Fecha 12           | Fecha 12                        | Fecha 12    | Fecha 12 |
| Local             | Resultado | Visitante          | Estadio                         | Fecha       | Hora     |
| ----------------- | --------- | ------------------ | ------------------------------- | ----------- | -------- |
| Liniers           | 2 - 2     | Atlanta            | Juan Antonio Arias (auxiliar)   | 6 de agosto | 15:30    |
| Deportivo Armenio | 1 - 2     | Lima               | Deportivo Armenio (auxiliar)    | 7 de agosto | 15:30    |
| Luján             | 0 - 2     | Defensa y justicia | Municipal de la Ciudad de Luján | 7 de agosto | 15:30    |
| Deportivo Merlo   | 3 - 1     | Camioneros         | José Manuel Moreno              | 7 de agosto | 15:30    |
| Deportivo Morón   | 2 - 1     | Almirante Brown    | Predio Raúl Florentino Di Carlo | 7 de agosto | 15:30    |

| Fecha 13           | Fecha 13  | Fecha 13          | Fecha 13                      | Fecha 13     | Fecha 13 |
| Local              | Resultado | Visitante         | Estadio                       | Fecha        | Hora     |
| ------------------ | --------- | ----------------- | ----------------------------- | ------------ | -------- |
| Defensa y Justicia | 2 - 1     | Deportivo Merlo   | Predio de la Capilla          | 13 de agosto | 11:00    |
| Lima               | 6 - 1     | Luján             | Domingo Di Donato             | 13 de agosto | 15:30    |
| Liniers            | 0 - 4     | Deportivo Morón   | Juan Antonio Arias (auxiliar) | 13 de agosto | 15:30    |
| Atlanta            | 4 - 0     | Camioneros        | Predio Antonio Carbone        | 14 de agosto | 15:00    |
| Almirante Brown    | 1 - 2     | Deportivo Armenio | Polideportivo Luis Mendoza    | 14 de agosto | 15:30    |

| Fecha 14          | Fecha 14  | Fecha 14           | Fecha 14                        | Fecha 14     | Fecha 14 |
| Local             | Resultado | Visitante          | Estadio                         | Fecha        | Hora     |
| ----------------- | --------- | ------------------ | ------------------------------- | ------------ | -------- |
| Camioneros        | 1 - 1     | Defensa y justicia | Predio Luis Guillón             | 20 de agosto | 11:00    |
| Deportivo Morón   | 1 - 5     | Atlanta            | Predio Raúl Florentino Di Carlo | 20 de agosto | 15:30    |
| Luján             | 1-3       | Almirante Brown    | Estadio de Luján                | 21 de agosto | 15:30    |
| Deportivo Armenio | 8 - 0     | Liniers            | Deportivo Armenio (auxiliar)    | 21 de agosto | 15:30    |
| Deportivo Merlo   | 0 - 0     | Lima               | José Manuel Moreno              | 21 de agosto | 15:30    |

| Fecha 15        | Fecha 15  | Fecha 15           | Fecha 15                      | Fecha 15     | Fecha 15 |
| Local           | Resultado | Visitante          | Estadio                       | Fecha        | Hora     |
| --------------- | --------- | ------------------ | ----------------------------- | ------------ | -------- |
| Atlanta         | 1 - 2     | Defensa y justicia | Predio Antonio Carbone        | 27 de agosto | 15:00    |
| Deportivo Morón | 1 - 1     | Deportivo Armenio  | Predio Raúl Di Carlo          | 27 de agosto | 15:30    |
| Liniers         | 0 - 7     | Luján              | Juan Antonio Arias (auxiliar) | 27 de agosto | 15:30    |
| Lima            | 3 - 1     | Camioneros         | Domingo Di Donato             | 28 de agosto | 12:00    |
| Almirante Brown | 1 - 0     | Deportivo Merlo    | Polideportivo Luis Mendoza    | 28 de agosto | 15:30    |

| Fecha 16           | Fecha 16  | Fecha 16        | Fecha 16                     | Fecha 16       | Fecha 16 |
| Local              | Resultado | Visitante       | Estadio                      | Fecha          | Hora     |
| ------------------ | --------- | --------------- | ---------------------------- | -------------- | -------- |
| Camioneros         | 0 - 2     | Almirante Brown | Predio Luis Guillón          | 3 de setiembre | 15:30    |
| Defensa y Justicia | 3 - 0     | Lima            | Predio La Capilla            | 4 de setiembre | 14:00    |
| Deportivo Armenio  | 0 - 0     | Atlanta         | Deportivo Armenio (auxiliar) | 4 de setiembre | 15:30    |
| Luján              | 2 - 1     | Deportivo Morón | Predio Club Luján            | 4 de setiembre | 15:30    |
| Deportivo Merlo    | 12 - 0    | Liniers         | José Manuel Moreno           | 4 de setiembre | 15:30    |

| Fecha 17          | Fecha 17  | Fecha 17           | Fecha 17                      | Fecha 17        | Fecha 17 |
| Local             | Resultado | Visitante          | Estadio                       | Fecha           | Hora     |
| ----------------- | --------- | ------------------ | ----------------------------- | --------------- | -------- |
| Almirante Brown   | 1 - 0     | Defensa y Justicia | Polideportivo Luis Mendoza    | 10 de setiembre | 13:30    |
| Atlanta           | 3 - 1     | Lima               | Predio Antonio Carbone        | 10 de setiembre | 15:30    |
| Liniers           | 0 - 5     | Camioneros         | Juan Antonio Arias (auxiliar) | 10 de setiembre | 15:30    |
| Deportivo Morón   | 3 - 0     | Deportivo Merlo    | Nuevo Francisco Urbano        | 10 de setiembre | 15:30    |
| Deportivo Armenio | 3 - 4     | Luján              | Deportivo Armenio (auxiliar)  | 11 de setiembre | 15:30    |

| Fecha 18           | Fecha 18  | Fecha 18          | Fecha 18            | Fecha 18        | Fecha 18 |
| Local              | Resultado | Visitante         | Estadio             | Fecha           | Hora     |
| ------------------ | --------- | ----------------- | ------------------- | --------------- | -------- |
| Defensa y Justicia | 3 - 0     | Liniers           | Norberto Tomaghello | 17 de setiembre | 15:00    |
| Luján              | 1 - 0     | Atlanta           | Predio Club Luján   | 17 de setiembre | 15:30    |
| Lima               | 6 - 0     | Almirante Brown   | Domingo Di Donato   | 17 de setiembre | 15:30    |
| Camioneros         | 1 - 0     | Deportivo Morón   | Predio Luis Guillón | 17 de setiembre | 15:30    |
| Deportivo Merlo    | 1 - 0     | Deportivo Armenio | José Manuel Moreno  | 18 de setiembre | 15:30    |

| 1. 2. |

## Reducido por el segundo ascenso
Se disputa por eliminación directa, en tres etapas (cuartos de final, semifinales y final). Tiene ocho participantes.

### Cuadro de desarrollo
|  | Cuartos de final   | Cuartos de final    | Cuartos de final   |                     |       | Semifinales         | Semifinales        | Semifinales        |  |   | Final                | Final                | Final                | Final                |  |
|  | 29 y 30 de octubre | 29 y 30 de octubre  | 29 y 30 de octubre |                     |       | 5 y 6 de noviembre  | 5 y 6 de noviembre | 5 y 6 de noviembre |  |   | 13 y 20 de noviembre | 13 y 20 de noviembre | 13 y 20 de noviembre | 13 y 20 de noviembre |  |
|  |                    |                     |                    |                     |       |                     |                    |                    |  |   |                      |                      |                      |                      |  |
|  |                    |                     |                    |                     |       |                     |                    |                    |  |   |                      |                      |                      |                      |  |
|  | 1                  | Banfield            | 3                  |                     |       |                     |                    |                    |  |   |                      |                      |                      |                      |  |
|  | 1                  | Banfield            | 3                  |                     |       |                     |                    |                    |  |   |                      |                      |                      |                      |  |
|  | 8                  | San Miguel          | 2                  |                     |       |                     |                    |                    |  |   |                      |                      |                      |                      |  |
|  | 8                  | San Miguel          | 2                  |                     | 1     | Banfield            | 1 (3)              |                    |  |   |                      |                      |                      |                      |  |
|  |                    |                     |                    |                     | 1     | Banfield            | 1 (3)              |                    |  |   |                      |                      |                      |                      |  |
|  |                    |                     | 4                  | Sarmiento           | 1 (2) |                     |                    |                    |  |   |                      |                      |                      |                      |  |
|  | 4                  | Sarmiento           | 4                  | Sarmiento           | 1 (2) | 3                   |                    |                    |  |   |                      |                      |                      |                      |  |
|  | 4                  | Sarmiento           |                    |                     |       |                     |                    |                    |  |   |                      |                      |                      |                      |  |
|  | 5                  | Vélez Sarsfield     | 2                  |                     |       |                     |                    |                    |  |   |                      |                      |                      |                      |  |
|  | 5                  | Vélez Sarsfield     | 2                  |                     |       |                     |                    |                    |  | 1 | Banfield             | 0                    | 3 (3)                |                      |  |
|  |                    |                     |                    |                     |       |                     |                    |                    |  | 1 | Banfield             | 0                    | 3 (3)                |                      |  |
|  |                    |                     | 2                  | Argentino (Rosario) | 1     | 1 (2)               |                    |                    |  |   |                      |                      |                      |                      |  |
|  | 2                  | Argentino (Rosario) | 2                  | Argentino (Rosario) | 1     | 1 (2)               | 5                  |                    |  |   |                      |                      |                      |                      |  |
|  | 2                  | Argentino (Rosario) |                    |                     |       |                     |                    |                    |  |   |                      |                      |                      |                      |  |
|  | 7                  | Argentinos Juniors  | 0                  |                     |       |                     |                    |                    |  |   |                      |                      |                      |                      |  |
|  | 7                  | Argentinos Juniors  | 0                  |                     | 2     | Argentino (Rosario) | 4                  |                    |  |   |                      |                      |                      |                      |  |
|  |                    |                     |                    |                     | 2     | Argentino (Rosario) | 4                  |                    |  |   |                      |                      |                      |                      |  |
|  |                    |                     | 3                  | All Boys            | 1     |                     |                    |                    |  |   |                      |                      |                      |                      |  |
|  | 3                  | All Boys            | 3                  | All Boys            | 1     | 3                   |                    |                    |  |   |                      |                      |                      |                      |  |
|  | 3                  | All Boys            |                    |                     |       |                     |                    |                    |  |   |                      |                      |                      |                      |  |
|  | 6                  | Claypole            | 2                  |                     |       |                     |                    |                    |  |   |                      |                      |                      |                      |  |
|  | 6                  | Claypole            | 2                  |                     |       |                     |                    |                    |  |   |                      |                      |                      |                      |  |
|  |                    |                     |                    |                     |       |                     |                    |                    |  |   |                      |                      |                      |                      |  |

### Cuartos de final
Participaron los ocho equipos ubicados entre el 2.º y el 9.º puesto de la tabla de posiciones de la fase ascenso, los que se ordenaron en base al lugar ocupado, enfrentándose los mejor con los peor ubicados, sucesivamente (1 con 8, 2 con 7, 3 con 6 y 4 con 5). Los enfrentamientos fueron a un solo partido, con localía del mejor ubicado y, en caso de empate, se definiría por penales. Los cuatro ganadores pasaron a las semifinales.

#### Tabla de ordenamiento
Se confeccionó según la ubicación de los equipos en la tabla final de posiciones.
| Orden | Equipo              | Pos. |
| ----- | ------------------- | ---- |
| 1     | Banfield            | 2.º  |
| 2     | Argentino (Rosario) | 3.º  |
| 3     | All Boys            | 4.º  |
| 4     | Sarmiento           | 5.º  |
| 5     | Velez Sarsfield     | 6.º  |
| 6     | Claypole            | 7.º  |
| 7     | Argentinos Juniors  | 8.º  |
| 8     | San Miguel          | 9.º  |

#### Partidos
| 29 de octubre, 15:30 | Banfield                                                            | 3:2 | San Miguel                            | Florencio Sola, Banfield |  |
|                      | Evelyn Estigarribia 10' · Rocío Arrieta 70' · Antonella Tassero 74' |     | 55' Abril Castro · 87' Yamila Galarza |                          |  |

| 29 de octubre, 15:30 | Argentino (Rosario)                                                                                                 | 5:0 | Argentinos Juniors | José Martín Olaeta, Rosario |  |
|                      | Diana Maltaneri 41' · Antonela Cavigioli · Antonela Cavigioli 68' · Antonela Cavigioli 78' · Antonela Cavigioli 81' |     |                    |                             |  |

| 29 de octubre, 15:30 | All Boys                                                                   | 3:2 | Claypole                              | Islas Malvinas, Buenos Aires |  |
|                      | Julia Pestarino 22' · Sabrina Mazzucchelli 44' (pen) · Julia Pestarino 47' |     | Andrea Arias 45+4' · Cinthia Vega 75' |                              |  |

| 30 de octubre, 15:30 | Sarmiento                                                        | 3:2 | Vélez Sarsfield                                             | Eva Perón, Junín |  |
|                      | Sofía D´Ambrosio 38' · Constanza Díaz 43' · Morena Culaciati 82' |     | María Eugenia Dos Santos 74' · María Eugenia Dos Santos 76' |                  |  |

### Semifinales
Participaron los cuatro equipos clasificados en la fase anterior, los que se ordenaron en base al lugar ocupado, enfrentándose los mejor con los peor ubicados. Los enfrentamientos, como en los cuartos de final, fueron a un solo partido, con localía del mejor ubicado y, en caso de empate, se definiría por penales. Los dos ganadores pasaron a la final.

#### Tabla de ordenamiento
Se confeccionó según la ubicación de los equipos en la tabla final de posiciones.
| Orden | Equipo              | Pos. |
| ----- | ------------------- | ---- |
| 1     | Banfield            | 2.º  |
| 2     | Argentino (Rosario) | 3.º  |
| 3     | All Boys            | 4.º  |
| 4     | Sarmiento           | 5.º  |

#### Partidos
| 6 de noviembre, 15:30 | Banfield                                                                | 1:1 (3:2 p.)               | Sarmiento                                                                              | Florencio Sola, Banfield |  |
|                       | Natalia Rea 90' (pen.)                                                  |                            | 66' (pen.) Morena Iraola                                                               |                          |  |
|                       |                                                                         | Tiros desde el punto penal |                                                                                        |                          |  |
|                       | Acierto de penal · Acierto de penal · Fallo de penal · Acierto de penal |                            | Acierto de penal · Fallo de penal · Acierto de penal · Fallo de penal · Fallo de penal |                          |  |

| 5 de noviembre, 15:30 | Argentino (Rosario)                                                                      | 4:1 | All Boys                | José Martín Olaeta, Rosario |  |
|                       | Vanesa González 42' · Romina Luna 45' (pen.) · Romina Escalada 53' · Diana Maltaneri 80' |     | 4' Sabrina Mazzucchelli |                             |  |

### Final
Participarán los dos equipos clasificados en la fase anterior, los que se ordenaron en base al lugar ocupado, enfrentándose el mejor con el peor ubicado. Los enfrentamientos serán a doble partido, con localía en el desquite del mejor ubicado. Si al término de los segundos 90 minutos, la cantidad de puntos y la diferencia de goles resultaran igualadas, la definición se operará mediante la ejecución de tiros desde el punto penal. El ganador ascenderá a la Primera División.

#### Tabla de ordenamiento
Se confeccionó según la ubicación de los equipos en la tabla final de posiciones.
| Orden | Equipo              | Pos. |
| ----- | ------------------- | ---- |
| 1     | Banfield            | 2.º  |
| 2     | Argentino (Rosario) | 3.º  |

#### Partidos
| 12 de noviembre, 15:30 | Argentino (Rosario) | 1-0 | Banfield | José Martín Olaeta, Rosario |  |

| 20 de noviembre, 17:00 | Banfield | 3-1 (Global 3-2) | Argentino (Rosario) | Florencio Sola, Banfield |  |

|                       |
| Ascendido             |
| Banfield 1.er ascenso |

## Goleadoras
| Jugadora            | Equipo              | Goles |
| ------------------- | ------------------- | ----- |
| Sabrina Maldonado   | Belgrano            | 38    |
| Mayra Acevedo       | Belgrano            | 26    |
| Romina Gómez        | Belgrano            | 26    |
| Lourdes Rodríguez   | All Boys            | 24    |
| Sofía D'Ambrosio    | Sarmiento           | 21    |
| Antonella Cavigioli | Argentino (Rosario) | 19    |